# Сауэр, Софи
Анна Сара (Софи) Сауэр (нидерл. Anna Sarah "Sophie" Souwer, род. 29 июня 1987, Вестерворт, Гелдерланд) — голландская гребчиха, чемпионка мира 2017 года и призёр чемпионата Европы по академической гребле 2013, 2015, 2016 и 2017 года.

## Биография
Софи Сауэр родилась 29 июня 1987 года в городе Вестерворт, Гелдерланд. Профессиональную карьеру гребца начала с 2007 года. Тренировалась сперва на базе клуба «AGSR Gyas» в Гронингене, а после в «KSRV Njord» в Лейдене. По образованию — акушерка. С ноября 2014 года практикующая акушерка. Состоит в браке, в 2016 году родила.
Первым соревнованием международного уровня, на которых Сауэр приняла участие, был чемпионат Европы по академической гребле 2013 года в испанском городе Севилья. В финальном заплыве парных четвёрок с результатом 06:48.670 голландские гребчихи заняли 2 место, уступив первенство соперницам из Германии (06:45.010 — 1-е место), обогнав при этом команду из Италии (06:49.570 — 3-е место).
Единственное на данный момент золото в активе Сауэр было добыто на чемпионате мира по академической гребле 2017 года в Сарасоте. С результатом 06:16.720 в финальном заплыве четвёрок парных голландские гребчихи заняли первое место, опередив соперниц из Польши (06:17.710 — 2-е место) и Великобритании (06:19.930 — 3-е место).